# تشارلز وايلي (طباع)
تشارلز ويلي (بالإنجليزية: Charles Wiley)‏ هو طباع أمريكي، ولد في 1782، وتوفي في 1826.